# فياتشيسلاف فولودين
فياتشيسلاف فولودين (بالإنجليزية: Vyacheslav Volodin) (و. 1964 – م) هو سياسي من الاتحاد السوفيتي، روسيا . ولد في ساراتوف . تولى منصب عضو مجلس الدوما .
وهو عضو في روسيا المتحدة، والحزب الشيوعي السوفييتي .